# Quararibea fieldii
Quararibea fieldii là một loài thực vật có hoa trong họ Cẩm quỳ. Loài này được Millsp. miêu tả khoa học đầu tiên năm 1896.